# Martin Nadaud
Pour les articles homonymes, voir Nadaud.

Martin Nadaud, né le 17 novembre 1815 et mort le 28 décembre 1898 au village de La Martinèche, commune de Soubrebost (Creuse), est un maçon de la Creuse, franc-maçon et homme politique français.

## Biographie

### Famille
Martin Nadaud était le fils de Léonard Nadaud et de Marie Julien, tous deux modestes cultivateurs analphabètes. Pour subvenir aux besoins de sa famille Léonard Nadaud était également maçon à Paris pendant de longues périodes qui l'éloignaient de sa famille. Bien que pauvre, Léonard Nadaud voulut que son fils acquière de l'instruction et malgré l'opposition de sa femme et du reste de la famille, Martin apprit les rudiments du savoir en fréquentant épisodiquement plusieurs maîtres des environs de son village. Cependant, les difficultés financières de la famille allaient sceller le destin de Martin Nadaud.
Il se marie le 23 février 1839 avec Jeanne Aupetit. Sa fille unique, Désirée, naît en novembre 1845 (le 14 octobre 1865, alors qu'elle est une jeune fleuriste de moins de vingt ans, elle se marie à la mairie du 4e arrondissement de Paris avec Victor Bouquet, avec lequel elle a trois enfants : Marie, Hélène et Louis, né en 1871, et devenu plus tard sous-préfet à Quimper et à Fougères).

### Maçon à Paris
Le 26 mars 1830, à l'âge de 14 ans, Martin part à Paris avec son père, comme maçon de la Creuse. Il découvre alors les conditions de travail de ses semblables : journées de 12 à 13 heures, travaux dangereux sur les échafaudages, malnutrition, logements insalubres, etc. Il réchappe lui-même à plusieurs accidents (notamment, lors d'une chute sur un chantier, il se brise les deux bras). À 19 ans, il est chef d'atelier. Il intègre la Société des droits de l'homme.
Soucieux de parfaire son instruction, il fréquente les cours du soir et, à partir de 1838, en assure un pour ses jeunes compagnons. Il fréquente les réunions socialistes, découvre avec intérêt les doctrines de Cabet et adopte les idées communistes.
Il fréquente le socialiste Pierre Leroux et, en 1840, se retrouverait parmi les meneurs de la manifestation ouvrière de la plaine de Bondy, dont l'importance est d'ailleurs débattue.

### Député de laIIeRépublique
Après la Révolution française de 1848, il préside le club des habitants de la Creuse à Paris et commence à se faire connaître. Sa popularité dans les milieux de l'émigration comme son aisance à parler en public en font, aux débuts de la Seconde République, un délégué à la commission du Luxembourg, un conseiller prud'homme et un candidat à la Constituante de 1848.
D'abord battu une première fois, le 23 avril 1848, il est élu le 13 mai 1849 député de la Creuse, le 4e sur 6, à l'Assemblée législative par 15 240 voix sur 39 471 votants et 73 014 inscrits. À l'époque, il travaille sur le chantier de la mairie du 12e arrondissement. Siégeant à la Montagne, sur les bancs des républicains socialistes, il intervient fréquemment à la tribune, votant contre l'expédition de Rome, la loi Falloux-Parein sur l'enseignement et la loi restreignant le suffrage universel, et s'oppose à la politique de Louis Napoléon Bonaparte. Il présente également une proposition de loi relative aux expropriations nécessitées par les grands travaux publics de l'époque. Lors du coup d'État du 2 décembre 1851, il est arrêté dans la nuit, et emprisonné à Mazas. Sa femme meurt le 21 décembre de cette même année.

### Proscrit sous le Second Empire
Le 9 janvier 1852, il est banni par décret et s'exile à Bruxelles en Belgique où il a pour voisin et ami Agricol Perdiguier, avant de partir pour Anvers puis Londres, où il reprend son métier de maçon. Le 29 février 1852, il réunit sur son nom 707 voix contre 22 266 à Sallandrouze de Lamornaix, le candidat officiel, lors des élections au Corps législatif dans la 2e circonscription de la Creuse. Sa santé se dégradant, et ayant appris l'anglais, il devient instituteur à Londres et à Brighton en 1855, puis professeur de français à l'École militaire de Wimbledon. Il fréquente d'autres exilés comme Victor Schœlcher, Louis Blanc, Étienne Cabet, Alfred Talandier, Pierre Leroux... C'est en Angleterre, où il vécut 18 ans, que Martin Nadaud fut initié franc-maçon, le 1er mars 1852, à la loge des Philadelphes (loge libérale et laïque et donc non reconnue par la Grande Loge unie d'Angleterre) essentiellement composée de proscrits français, que fréquentaient la plupart de ses amis cités en amont. À son retour, il adhère à la loge « Les amis bienfaisants » à Paris.

### Député de laIIIeRépublique

#### Préfet du Gouvernement de la Défense nationale
Quand éclate la guerre entre la France et la Prusse, il regagne son pays et collabore au Réveil de Delescluze. Le 6 septembre 1870, Léon Gambetta le nomme préfet de la Creuse,.

#### Conseiller municipal de Paris
Candidat républicain radical à l'Assemblée nationale le 8 février 1871, il échoue cependant à y conquérir un siège de député, obtenant 50 111 voix sur 104 364 votants. Il échoue de même dans le département de la Seine lors des élections complémentaires du 5 juillet. En revanche, le 25 juillet, il est élu conseiller municipal de Paris dans le 20e arrondissement (quartier du Père-Lachaise)
. À ce poste, il se mobilise sur la question ouvrière et pour la relance de l'activité du bâtiment, mais aussi la reconstruction de l'hôtel de ville, l'amélioration de l'hygiène et la construction d'un métro.

#### Député de la Creuse
Il entre à la Chambre des députés le 20 février 1876 comme député républicain de l'arrondissement de Bourganeuf, ayant obtenu 4 083 voix sur 8 002 votants et 10 717 inscrits. En 1876, il vota pour l'amnistie plénière des communards. Le 25 novembre 1876, aux côtés d'autres parlementaires (Boysset, Barodet, Margue, Lockroy, Madier de Montjau, Louis Blanc, Georges Périn, Floquet, Turigny, Ordinaire et Duportal) il demande la suppression du budget des cultes. Siégeant à l'extrême-gauche, il fut au moment de la crise du 16 mai 1877, signataire du Manifeste des 363 adressé par les députés de la majorité républicaine au président de la République Patrice de Mac Mahon.
Réélu député le 14 octobre 1877 par 4 311 voix sur 7 081 votants et 10 766 inscrits, il reprend sa place sur les bancs de la majorité républicaine. Tout en défendant les idées socialistes, il se rapproche de l'Union républicaine de Gambetta. Réélu à Bourganeuf le 21 août 1881 par 5 177 voix sur 5 664 votants et 11 154 inscrits, il se rapproche encore de la politique des gouvernements opportunistes et se fait élire par la Chambre au poste de questeur, qu'il occupe jusqu'à la fin de la législature.
Sous la Troisième République, le gouvernement Ferry promulgua la loi du 30 juillet 1881, dite de « réparation nationale », qui allouait une pension ou rente viagère aux citoyens français victimes du coup d'État du 2 décembre 1851 et de la loi de sûreté générale. La Commission générale chargée d'examiner les dossiers, présidée par le ministre de l'Intérieur, était composée de représentants du ministère, de conseillers d'État, et comprenait huit parlementaires, tous d'anciennes victimes : quatre sénateurs (Victor Hugo, Jean-Baptiste Massé, Elzéar Pin, Victor Schœlcher) et quatre députés (Louis Greppo, Noël Madier de Montjau, Martin Nadaud et Alexandre Dethou).
Candidat de la liste républicaine le 4 octobre 1885, il est réélu député de la Creuse, le 1er sur 4, par 33 020 voix sur 52 403 votants et 77 888 inscrits. Réélu aux fonctions de questeur, il soutient la politique des différents ministères à la Chambre.
Comme député, il défend l'instauration de retraites ouvrières en 1879, de protections contre les accidents de travail, sur lesquels il intervient à plusieurs reprises (1881, 1883 et 1888) pour faire reconnaître la responsabilité de l'employeur (loi de 1898). Il demande aussi l'amnistie des Communards et se bat pour le développement d'un enseignement laïc dans chaque département, soutenant la loi du 28 mars 1882 (loi Ferry) sur l'instruction publique. Comme élu local, sa grande fierté est d'avoir obtenu la réalisation de la ligne de chemin de fer de Bourganeuf à Vieilleville inaugurée en 1883. Il écrit dans ses mémoires regretter de n'avoir pu voir se concrétiser un autre projet ferroviaire auquel il avait consacré beaucoup d'énergie, la ligne Bourganeuf-Felletin.
Député de la Creuse, il rencontre plusieurs fois George Sand, avec qui il partage l'amitié de Pierre Leroux, installé à Boussac dans le nord du département. Elle lui consacrera un texte relatant l'une de ces rencontres dans son Journal d'un voyageur pendant la guerre, publié en 1871.
Il aide également à l'essor de la franc-maçonnerie en Creuse, en encourageant l'ouverture de plusieurs loges.
On lui prête l'utilisation, en 1850, d'une formule qui connait par la suite une grande postérité et devient l'adage : « Quand le bâtiment va, tout va ! » qui signifie que la bonne santé du secteur du bâtiment d'un pays est un gage de la bonne santé de l'économie tout entière de ce pays,.  Toutefois, cette maxime populaire est déjà rapportée 17 ans auparavant par Alexandre de Laborde, devant la chambre des députés  le 14 mars 1833.

### Échecs électoraux
Aux élections législatives de 1889, en pleine vague boulangiste, Martin Nadaud obtenant 3 908 voix est battu au second tour par un candidat conservateur Émile Coutisson qui obtint 4 120 voix. Il se présente encore aux élections sénatoriales de 1894, mais subit un net échec.
Il consacre ses dernières années à l'écriture. Il meurt dans son village natal en 1898. Il est enterré à Soubrebost, en présence d'une grande foule et de la plupart des personnalités locales, le député socialiste Antonin Desfarges, le sénateur-maire radical de Guéret Ferdinand Villard, le préfet radical-socialiste Edgar Monteil et le président de la Libre pensée de Pontarion Laurent.

## Mandats de député
- Creuse : 13 mai 1849 - 2 décembre 1851
- Creuse : 20 février 1876 - 25 juin 1877
- Creuse : 14 octobre 1877 - 27 octobre 1881
- Creuse : 21 août 1881 - 9 novembre 1885
- Creuse : 4 octobre 1885 - 11 novembre 1889

## Hommages
- Bourganeuf : un buste de Martin Nadaud a été érigé devant l'hôtel de ville.
- Soubrebost, hameau de La Martinèche : la communauté de communes Bourganeuf et Royère-de-Vassivière a restauré à la fin des années 2000 les lieux où sont situées sa maison natale et sa maison mortuaire. Il y a été créé la « maison Martin-Nadaud », un lieu de mémoire, de visites et d’animation autour de Martin Nadaud[18].
- Paris :
  - La place Martin-Nadaud se trouve dans le 20e arrondissement de Paris.
  - Une station de métro située sur la place Martin-Nadaud fut supprimée en 1969 avec le prolongement la ligne 3 vers Bagnolet. La station Gambetta étant remodelée, l'entrée de l'ancienne station Martin Nadaud devint l'une des entrées de cette nouvelle station Gambetta[19].
  - Un lycée professionnel parisien, situé dans le 20e arrondissement, porte également son nom.
- Plusieurs rues portent le nom de Martin Nadaud dans le Limousin, notamment à Limoges, Guéret, Aubusson, Bourganeuf, La Souterraine, etc.
- L'un des deux collèges de Guéret porte également son nom.
- Le lycée professionnel de Bellac, spécialisé dans les métiers du bâtiment et de l'énergétique, porte son nom, ainsi que le lycée de Saint-Pierre-des-Corps en Touraine.
- Le programme philatélique 2015, fixé par l'arrêté du 20 janvier 2014 publié au Journal officiel du 1er février 2014, projetait l'édition d'un timbre à l'effigie de Martin Nadaud en 2015[20]. Sur ce timbre, conçu par S. Humbert-Basset, on peut voir : au centre, le portrait de Martin Nadaud ; à droite, au second plan, un maçon quittant la Creuse, baluchon sur l'épaule ; à gauche, au second plan, deux maçons en train d'édifier un mur[21]. Le timbre commémoratif a été émis le 6 juillet 2015[22].
- Dans son livre Tu n'habiteras jamais Paris[23], Omar Benlaala évoque les souvenirs de son père, Bouzid, maçon venu de Kabylie à Paris en 1963, et trace le parallèle avec la vie de Martin Nadaud, venu de sa Creuse natale pour s'installer dans l'Est parisien en 1830. Avec son propre parcours, l’auteur dessine l’histoire de France telle que l’ont construite les humbles.

## Œuvres
- Histoire des classes ouvrières en Angleterre, 1872
- Sociétés ouvrières, 1873
- Mémoires de Léonard, ancien garçon maçon, A. Doubeix, Bourganeuf, 1895 (rééditions : Egloff, 1948 ; Hachette, 1976 ; Maspéro, 1982). Sur la vie des migrants des années 1830/1848.

#### Sources partielles
- Adolphe Robert, Gaston Cougny, Dictionnaire des parlementaires français de 1789 à 1889, aris, Edgar Bourloton, 1889-1891, tome 4 (de Murat à Napoléon Bonaparte), p. 461-470
- Sébastien Guimard, Les Cinquantenaires de la Seconde République (1898-1902), première partie : « La Seconde République : mémoire et héritage », I, 2 : « Les Références aux hommes de la Seconde République », mémoire de maîtrise sous la direction de madame Rosemonde Sanson, université Panthéon-Sorbonne, juin 1996

### Filmographie
- Pierre Saunier, Martin Nadaud, Télé Millevaches, 50 min